# Full Circle (Dixie Dregs)
Full Circle è il settimo album in studio della band fusion statunitense Dixie Dregs, pubblicato nel 1994 dalla Capricorn Records.

## Storia
Questo è stato il loro primo album in studio in oltre un decennio, da Industry Standard del 1982. Include una cover strumentale della canzone degli Yardbirds, Shapes of Things. Sebbene i Dixie Dregs abbiano continuato ad essere attivi negli anni successivi alla sua uscita, Full Circle è l'ultimo album in studio della band.

## Tracce
Musiche di Steve Morse. 
1. Aftershock – 3:45
2. Perpetual Reality – 3:25
3. Calcutta – 5:28
4. Goin' to Town – 3:59
5. Pompous Circumstances – 3:22
6. Shapes of Things – 3:47
7. Sleeveless in Seattle – 4:06
8. Good Intention – 4:00
9. Yeolde – 2:18
10. Ionized – 5:33

## Formazione
- Steve Morse – chitarra
- T Lavitz – tastiere
- Jerry Goodman – violino
- Dave LaRue – basso
- Rod Morgenstein – batteria